# Tayla Parx
Taylor Monét Parks (nasceu em 20 de Setembro de 1993 em Mesquite, Texas, Estados Unidos), mais conhecida como Tayla Parx, é uma atriz cantora e compositora americana. Ela é melhor conhecida pelo papel de Pequena Inez Stubbs em 2007 no filme Hairspray.
Ela também é conhecida por compor para vários artistas, incluindo Ariana Grande, Meghan Trainor, JoJo, Khalid, Mariah Carey, Jennifer Lopez, Chris Brown, BTS, entre outros.
Ela também apareceu nas séries de televisão Gilmore Girls, Everybody Hates Chris, Carpoolers, Bones e teve um papel recorrente na sitcom da Nickelodeon, True Jackson, VP estrelando Keke Palmer. Parx é também uma amiga pessoal de Palmer.